# 目が明く藍色
「目が明く藍色」（めがあくあいいろ）は、日本のロックバンド・サカナクションの楽曲。2010年3月10日にアルバム『kikUUiki』より先行配信された。

## 概要
本楽曲は、4thアルバム『kikUUiki』のリード曲であり、アルバムリリースの1週間前である2010年3月10日に着うたフルが先行配信された。また、2018年にリリースされたベスト・アルバム『魚図鑑』にも収録されている。
バンドが2017年に会員サービス「SAKANAQUARIUM(A)」登録者向けに行った投票企画では、1位を記録。本企画は、同年5月9日に新木場スタジオコーストにて開催されたデビュー10周年記念イベント「2007.05.09 - 2017.05.09」での演奏曲を決定するために行われ、同イベントでは、本編の最後に演奏された。

## 制作
タイトル「目が明く藍色」は、山口が見た夢に出てきた女性が放った言葉が元になっており、山口は「『目が明く藍色』っていう言葉は、僕が10代のときに夢に出てきた言葉なんです。目の前に知らない女の人が立っていて、僕に『目が明く藍色、目が明く藍色』って言ってきたんですよ。それを僕は枕元でメモって書いてあったんですよね」と語っている。
本楽曲は、9年間の構想を経て、制作された。札幌市を拠点に活動していたアマチュア時代の楽曲をブラッシュアップし、再構成したもので、楽曲中盤のコーラスパートは、制作当初から存在する。なお、本楽曲の制作は難航し、そのためにレコーディングが長引いたことで、アルバムの完成はリリース1ヶ月前にまでずれ込んだ。
山口は、本楽曲の歌詞について「この曲にはひとつのテーマがあって、それに気付いて聴くのと気付かないで聴くのでは全然、捉え方が違う。隠し絵じゃないけど、いろんなギミックが含まれているんです」と語っている。
リミックスは、3rdアルバム『シンシロ』収録曲「ネイティブダンサー」に続いて、レイ・ハラカミに依頼した。しかし、依頼当初はスケジュールの都合で断られ、その後もオファーを検討していたものの、その前にハラカミ自身が亡くなったことで、叶わなかった。
ミュージックビデオは、6000枚を超えるスチール写真とムービー映像によって構成されている。クリエイティブ・ディレクター、スタイリングは北澤“momo”寿志（KiKi inc.）、監督は島田大介が務めた。

## ライブ映像作品
| タイトル     | 作品名                                                              | 備考 |
| ------------ | ------------------------------------------------------------------- | --- |
| 目が明く藍色 | SAKANAQUARIUM 2010 (B)                                              | |
| 目が明く藍色 | SAKANAQUARIUM 2010 (C)                                              | |
| 目が明く藍色 | SAKANAQUARIUM 2011 DocumentaLy -LIVE at MAKUHARI MESSE-             | |
| 目が明く藍色 | SAKANAQUARIUM2017 10th ANNIVERSARY Arena Session 6.1ch Sound Around | |
| 目が明く藍色 | 834.194                                                             | 完全生産限定盤に収録された、デビュー10周年を記念して行われたイベント 「"2007.05.09 - 2017.05.09" -LIVE AT STUDIO COAST 2017.05.09-」のランキングで1位に選ばれ、演奏された。 |
| 目が明く藍色 | SAKANAQUARIUM アダプト ONLINE                                       | |